# Incident de Tampico
Pour les articles homonymes, voir Bataille de Tampico (homonymie).
Batailles
Révolution mexicaine :
- Incident de Tampico
- Ypiranga incident (en)
- Occupation américaine de Veracruz

Guerre de la frontière :
- Agua Prieta (1re)
- Ciudad Juárez (1re) (en)
- Bandit War (en)
- Norias Ranch Raid (en)
- Ojo de Agua Raid (en)
- Nogales (2e) (en)
- Santa Isabel (en)
- Columbus
- Expédition punitive
- Guerrero (en)
- Agua Caliente (en)
- Parral
- Tomochic (en)
- Ojos Azules
- Glenn Springs (en)
- Rubio Ranch
- Castillon
- Las Varas Pass
- San Ygnacio (en)
- Carrizal
- Affaire Zimmermann
- Brite Ranch (en)
- Neville Ranch (en)
- Nogales (3e) (en)
- Ciudad Juárez (3e) (en)
- Ruby Murders (en)

L'incident de Tampico, appelé Tampico affair en anglais, ou Incidente de Tampico en espagnol est un incident mineur entre marins ayant eu lieu dans la ville de Tampico au Mexique, et qui conduisit à l'occupation américaine de Veracruz, puis à la destitution du président Victoriano Huerta.

## Contexte
Pendant la Révolution mexicaine, Victoriano Huerta a pris le pouvoir, appuyé par l'ambassadeur des États-Unis, mais fait toujours face à l'opposition armée. La population américaine à Tampico et dans ses environs est assez élevée, en raison d'un fort investissement de sociétés américaines, principalement liées à l'industrie pétrolière. Alors que les forces constitutionnalistes de Venustiano Carranza ne sont plus qu'à 16 kilomètres de la ville le 26 mars 1914, une flotte commandée par Henry T. Mayo est envoyée pour protéger les intérêts américains.

## Déroulement
À l'été 1914, les relations diplomatiques entre les États-Unis et le Mexique sont tendues. Le président Woodrow Wilson refuse de reconnaître le général Mexicain Victoriano Huerta comme président.[réf. nécessaire]
La ville de Tampico est encerclée par les forces constitutionnalistes, mais les relations entre les forces américaines et la garnison fidèle à Huerta sont bonnes. Le USS Dolphin salue même le drapeau mexicain par 21 coups de canon à trois reprises le 2 avril 1914.